# Tricalysia analamazaotrensis
Tricalysia analamazaotrensis är en måreväxtart som beskrevs av Anne-Marie Homolle, Ranariv. och De Block. Tricalysia analamazaotrensis ingår i släktet Tricalysia och familjen måreväxter. Inga underarter finns listade i Catalogue of Life.